# Mullsjö landskommun
Mullsjö landskommun var en tidigare kommun i dåvarande Skaraborgs län.

## Administrativ historik
Vid kommunreformen 1952 bildades den genom sammanläggning av Bjurbäcks landskommun, Nykyrka landskommun, Sandhems landskommun och Utvängstorps landskommun.
Den 1 januari 1971 ombildades den till Mullsjö kommun.
Kommunkoden var 1952-1970 1622.

### Kyrklig tillhörighet
I kyrkligt hänseende tillhörde kommunen församlingarna Bjurbäck, Nykyrka, Sandhem och Utvängstorp.

## Geografi
Mullsjö landskommun omfattade den 1 januari 1952 en areal av 213,68 km², varav 202,08 km² land.

### Tätorter i kommunen 1960
| Tätort  | Folkmängd |
| ------- | --------- |
| Mullsjö | 1 654     |
| Sandhem | 581       |

Tätortsgraden i kommunen var den 1 november 1960 56,9 procent.

## Politik

### Mandatfördelning i Mullsjö landskommun 1950–1966
| 11 | 11 | 8 | 5 |

| 34 |

| 11 |  | 7 | 10 | 6 |

| 32 |

| 9 | 9 | 10 | 7 |

| 31 |

| 12 | 8 | 10 | 5 |

| 32 |

| 10 | 10 | 7 | 3 | 5 |

| 32 |